# سياسة النرويج
السياسة في النرويج تجري في إطار ملكية دستورية ديمقراطية برلمانية. وتُمارَس السلطة التنفيذية من قِبل المَلك، ومجلس الوزراء برئاسة رئيس وزراء النرويج. وتناط السلطة التشريعية إلى كل من الحكومة والبرلمان النرويجي الذي يُنتخب أعضاؤه ضمن نظام متعدد الأحزاب. السلطة القضائية مستقلة عن السلطة التنفيذية والسلطة التشريعية.

## تطور الدستور
حوّل الدستور النرويجي - الذي تم التوقيع عليه يوم 17 مايو عام 1814 - النرويج من الملكية المطلقة إلى ملكية دستورية. يمنح دستور 1814 حقوقاً مثل حرية التعبير (§ 100) وسيادة القانون (§ § 96، 97، 99). وتشمل التعديلات الهامة:
- 4 نوفمبر 1814: أعيد العمل بالدستور من أجل تشكيل الاتحاد الشخصي مع ملك السويد
- 1851: رُفع الحظر الدستوري ضد دخول اليهود
- 1884: تطور النظام البرلماني منذ عام 1884 ويستتبع ان مجلس الوزراء يجب ألا يعارضه البرلمان (غياب عدم الثقة، ولكن الدعم المباشر ليس ضروريا)، ويُعتبر التعيين من قِبل الملك أمراً شكلياً عندما تكون هناك أغلبية برلمانية واضحة. هذه القاعدة البرلمانية تمثل حالة من العرف الدستوري. يتم تمرير كل القوانين الجديدة وتشكيل جميع الحكومات الجديدة بحكم القانون من قبل الملك، وإن لم يكن أمراً فعلياً. إذا لم تسفر الانتخابات عن أغلبية واضحة، يعين الملك الحكومة الجديدة بحكم الأمر الواقع.
- 1887: رفع أوامر الحظر ضد الرهبانية
- 1898: تم تطبيق حق حق الاقتراع العام للذكور فقط
- 1905: تم حل الاتحاد مع السويد
- 1913: تم تطبيق الاقتراع العام لجميع المواطنين
- 1956: تم تقنين الحرية الدينية ورفع الحظر رسميا ضد اليسوعيون
- 2004: أُدرج بند جديد خاص بحرية التعبير، ليحل محل البند رقم 100
- 2007: تغيير النظام القديم من تقسيم البرلمان إلى (Odelsting) و(Lagting)والذي دخل حيز التنفيذ بعد الانتخابات العامة لعام 2009، تغيير في نظام محكمة الاتهام النيابي. أصبح النظام البرلماني الآن جزءاً من الدستور (سابقا كان هذا عرفاً دستورياً فقط) (§ الجديدة 15)

## السلطة التنفيذية
| الملك        | هارالد الخامس |               | 17 يناير 1991  |
| رئيس الوزراء | إرنا سولبرغ   | حزب المحافظين | 16 أكتوبر 2013 |

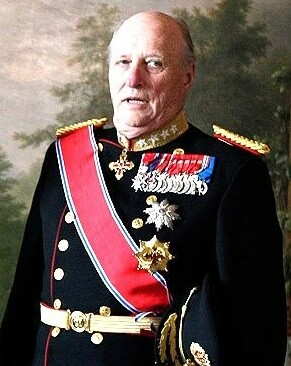
هارالد الخامس ملك النرويج منذ عام 1991. يتمتع الملك النرويجي بسلطات رمزية في المقام الأول.

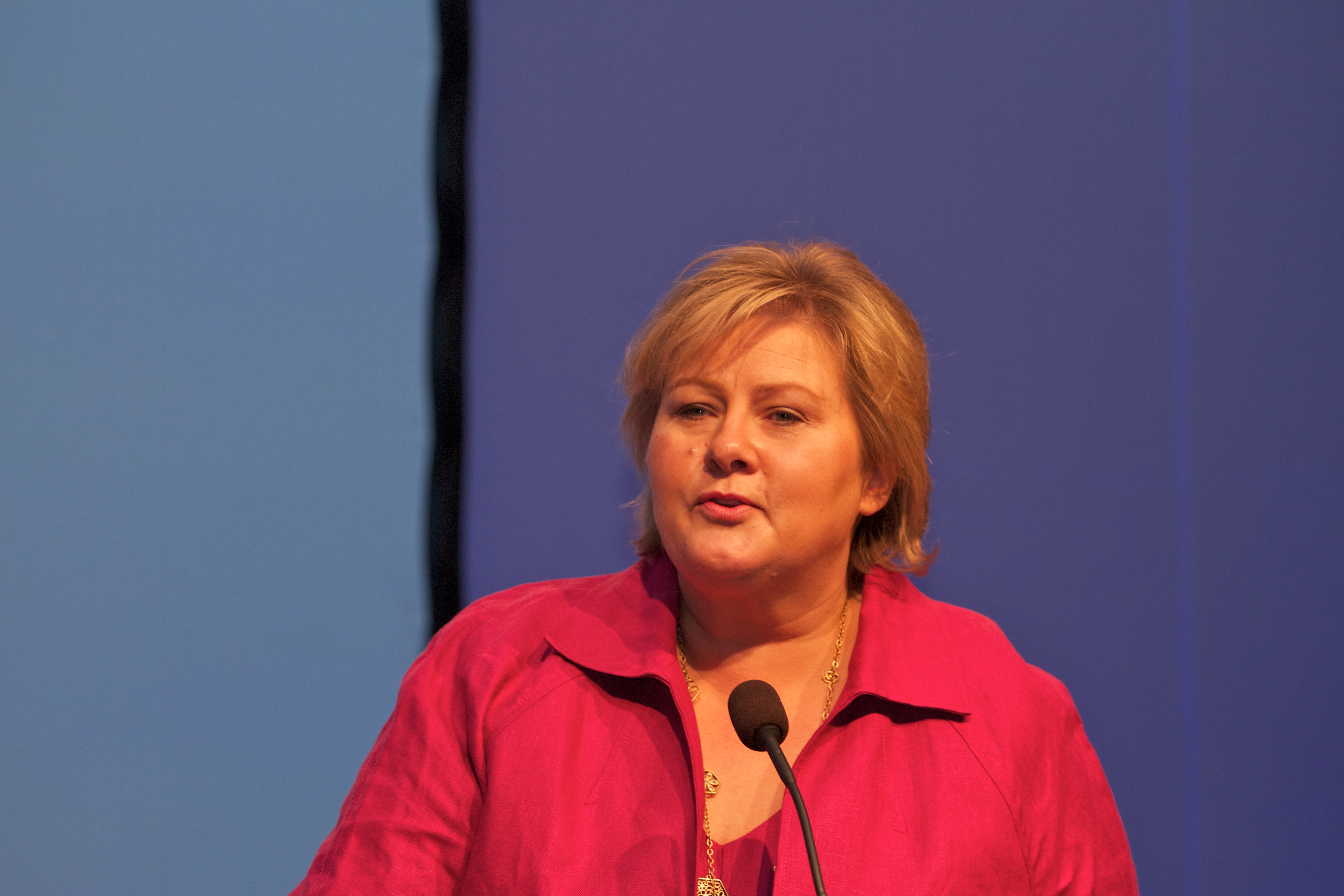
إرنا سولبرغ، رئيس وزراء النرويج (2013 - حتى الآن) وزعيم حزب المحافظين.

لدى النرويج نظام ملكي دستوري، حيث يتمتع الملك بسلطة رمزية في المقام الأول. والأسرة المالكة هي فرع من الأسرة الأميرية من غلوكسبورغ، وأصلها من شليسفيغ هولشتاين في ألمانيا. وظائف الملك هارالد الخامس شرفية، ولكن لديه نفوذ باعتباره رمزا للوحدة الوطنية. على الرغم من أن دستور 1814 منح صلاحيات تنفيذية مهمة إلى الملك، إلا أنها تمارس دائماً من قِبل مجلس الدولة نيابة عن الملك (مجلس الملك، أو مجلس الوزراء). الملك هو أيضا حامي كنيسة النرويج (الكنيسة الرسمية للدولة)، غراند ماستر (سيّد) وسام القديس أولاف الملكي، والقائد الأعلى الرمزي للقوات المسلحة الملكية النرويجية.
يعقد مجلس الدولة رسميا من قبل العاهل الحاكم. ويتكون مجلس الدولة من رئيس وزراء ومجلسه، الذي يعينه الملك رسميا. تطورت النظام البرلماني منذ عام 1884 ويستتبع ذلك أن مجلس الوزراء يجب ألا يعارضه البرلمان، وأن تعيين الملك للحكومة هو مجرد إجراء شكلي. يجب أن تحصل الحكومة على الثقة من الهيئة التشريعية النرويجية، وهي البرلمان النرويجي. في الممارسة العملية يطلب العاهل من زعيم الكتلة البرلمانية التي تتمتع بأغلبية في البرلمان تشكيل الحكومة. بعد الانتخابات التي لا تؤدي إلى أي أغلبية واضحة لأي حزب أو ائتلاف، يعين الملك زعيم الحزب الأكثر احتمالا أن يكون قادراً على تشكيل حكومة في منصب رئيس الوزراء. كانت أغلب الحكومات غير الاشتراكية منذ الحرب العالمية الثانية في شكل تحالفات، وكثيرا ما اعتمدت حكومات حزب العمال على دعم الأطراف الأخرى في الإبقاء على الأصوات البرلمانية اللازمة.
وتنقسم السلطة التنفيذية إلى الوزارات التالية:
| اسم الوزارة                                   | الاسم بالنرويجية                       |
| --------------------------------------------- | -------------------------------------- |
| مكتب رئيس الوزراء                             | Statsministerens KONTOR                |
| وزارة الزراعة والأغذية                        | Landbruks-matdepartementet             |
| وزارة شؤون الطفل والمساواة والإدماج الاجتماعي | likestillingsdepartementet             |
| وزارة الثقافة                                 | kirkedepartementet                     |
| وزارة الدفاع                                  | Forsvarsdepartementet                  |
| وزارة التربية والتعليم والبحث                 | Kunnskapsdepartementet                 |
| وزارة البيئة                                  | Miljøverndepartementet                 |
| وزارة المالية                                 | Finansdepartementet                    |
| وزارة الثروة السمكية والشؤون الساحلية         | Fiskeri-kystdepartementet              |
| وزارة الشؤون الخارجية                         | Utenriksdepartementet                  |
| الشؤون وزارة الحكم الإدارة، وإصلاح الكنيسة    | Fornyings-administrasjonsdepartementet |
| وزارة الصحة وخدمات الرعاية                    | Helse-omsorgsdepartementet             |
| وزارة العدل والشرطة                           | Justis-politidepartementet             |
| وزارة العمل                                   | inkluderingsdepartementet Arbeids      |
| وزارة الحكم المحلي والتنمية الإقليمية         | KOMMUNAL-regionaldepartementet         |
| وزارة البترول والطاقة                         | OLJE-energidepartementet               |
| وزارة التجارة والصناعة                        | Nærings-handelsdepartementet           |
| وزارة النقل والاتصالات                        | Samferdselsdepartementet               |

### الحكومات في الفترة 1935-1981
كان حزب العمال أكبر حزب في البرلمان منذ انتخابات 1927 وحتى انتخابات عام 2017 الأخيرة. شكّل العمال أول حكومة أقلية وجيزة من عام 1928 والتي استمرت لمدة 18 يوما فقط. بعد انتخابات 1936 شكّل حزب العمال حكومة أقلية جديدة، والذي كان عليها أن تذهب إلى المنفى 1940-1945 بسبب الاحتلال الألماني للنرويج. وبعد استسلام ألمانيا حصل العمال على أغلبية المقاعد في البرلمان في أول انتخابات بعد الحرب في عام 1945.
حكمت حكومات العمال النرويج في الفترة الزمنية 1945-1981، باستثناء ثلاث فترات (1963، 1965-1971، 1972-1973). وكان لحزب العمال أغلبية الحزب الواحد في البرلمان النرويجي من 1945 إلى 1961. ومنذ ذلك الحين لم يشكل أي حزب حكومة أغلبية بمفرده، وبالتالي كانت هناك حكومات أقلية وائتلافات. بعد أن خسرت حكومة يمين الوسط بزعامة فيلوش الأغلبية البرلمانية في انتخابات عام 1985، لم تكن هناك حكومات أغلبية في النرويج حتى تشكيل حكومة ستولتنبرغ الثانية بعد انتخابات عام 2005.

### الحكومات في الفترة 1981-2005

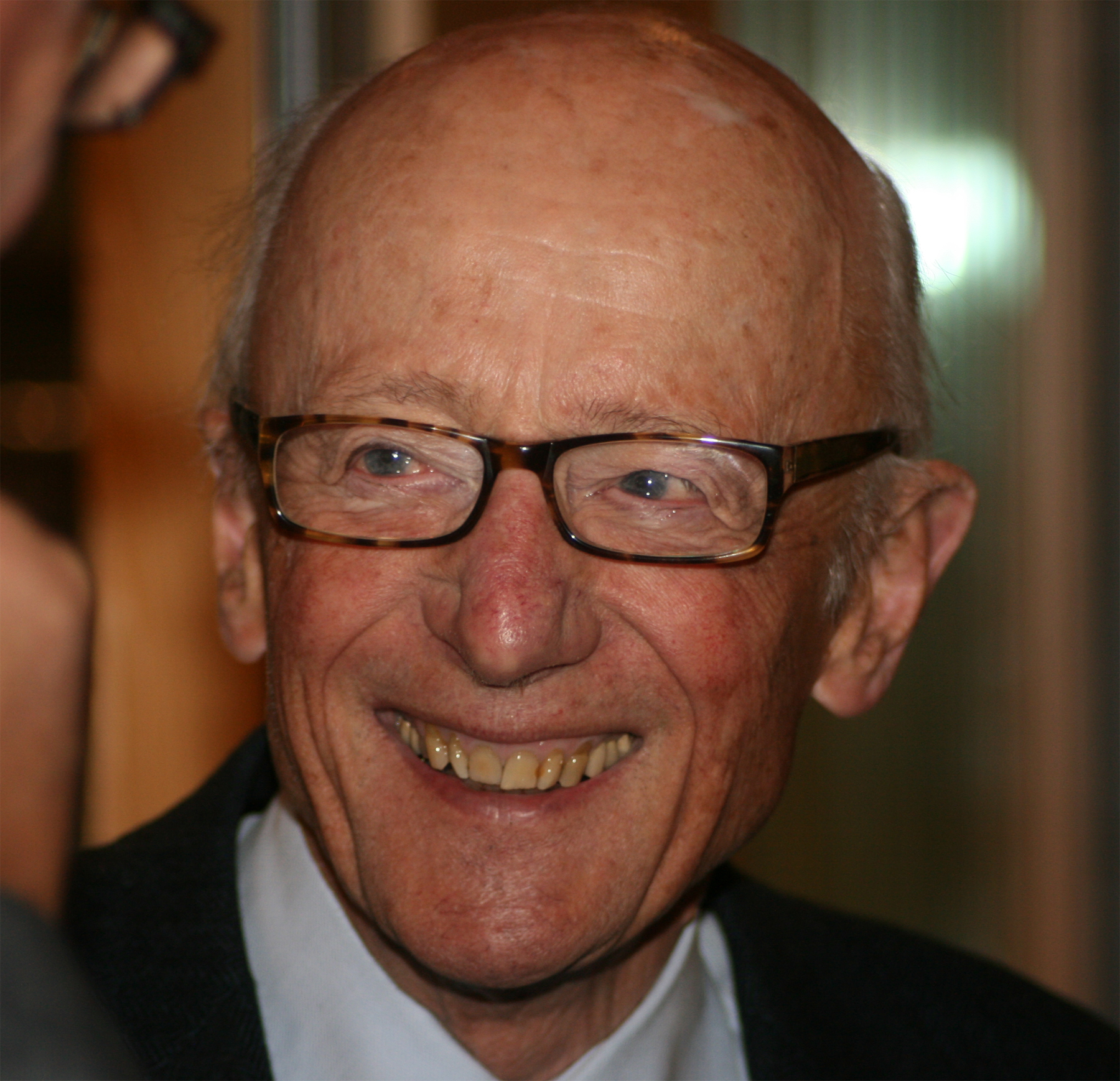
كوره فيلوش (حزب المحافظين) وكان رئيس الوزراء من عام 1981 حتى عام 1986.

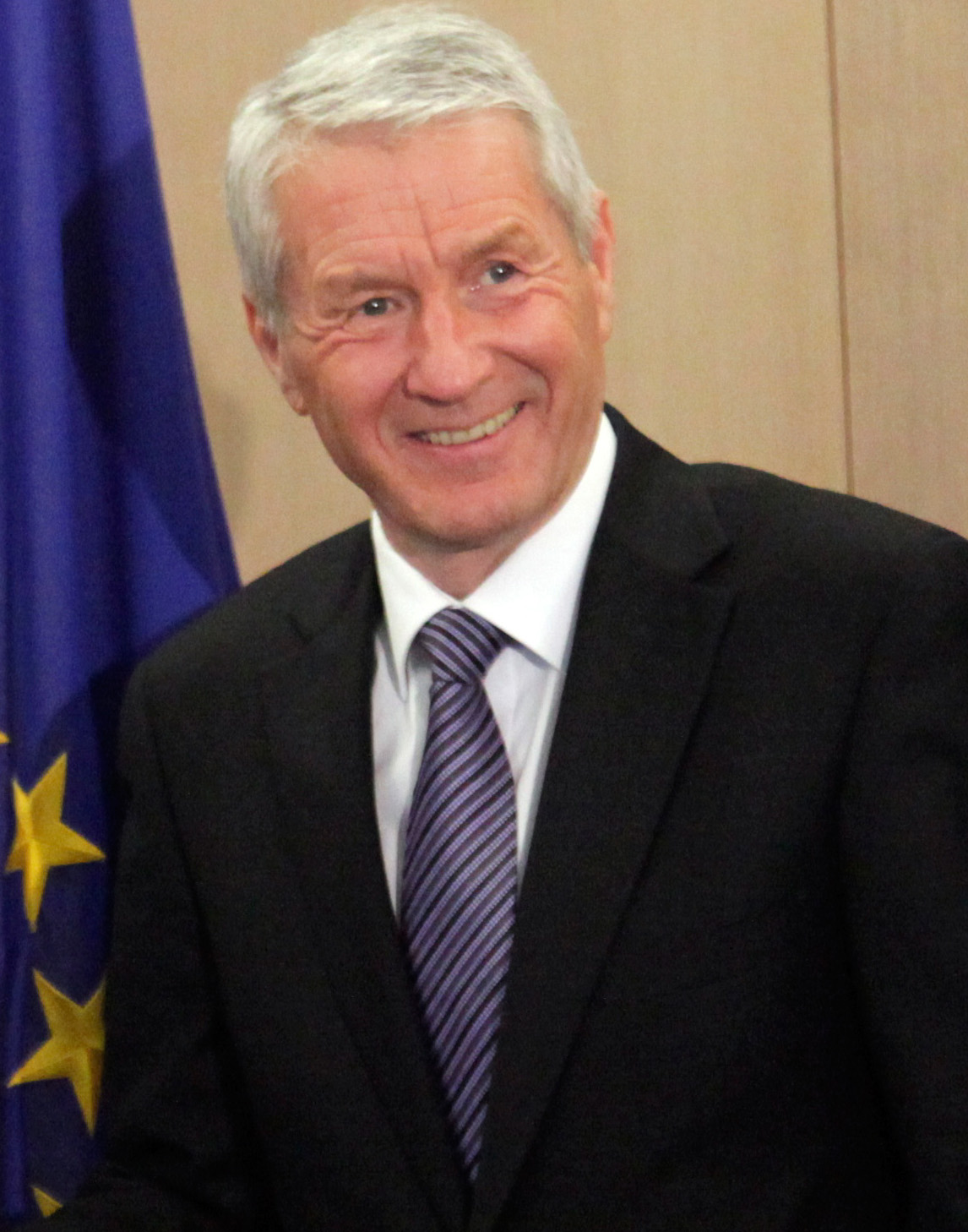
توربيورن ياغلاند (العمال) وكان رئيس الوزراء 1996-1997. أصبح في وقت لاحق الأمين العام لمجلس أوروبا.

من عام 1981 إلى عام 1997، تناوبت الحكومات بين العمال وحكومات يمين الوسط بقيادة المحافظين. مارست حكومات يمين الوسط السلطة في ثلاثة من أصل أربعة انتخابات خلال هذه الفترة (1981، 1985، 1989)، في حين اطاح العمال بتلك الحكومات بين الانتخابات مرتين (1986، 1990) وبقي في السلطة بعد انتخابات واحدة (1993). تجري الانتخابات في سبتمبر ويتبعها تغيير الحكومات في أكتوبر من سنوات الانتخابات.
شكّل الزعيم المحافظ كوره فيلوش حكومة أقلية بعد انتخاب 1981. وفي عام 1983، في منتصف الطريق بين الانتخابات، تم توسيع هذه الحكومة لتمثل أغلبية بتشكيل ائتلاف من ثلاثة أحزاب هي حزب المحافظين وحزب الوسط والحزب الديمقراطي المسيحي. في انتخابات عام 1985 تحالف ائتلاف الأغلبية ولكن بقيتفي منصبه حتى عام 1986، عندما استقال بعد خسارته في اقتراع برلماني على ضرائب البنزين.
خدمت زعيمة حزب العمال غرو هارلم برونتلاند ثلاث فترات كرئيس للوزراء. الأولى لفترة وجيزة من فبراير 1981 وحتى انتخابات العام نفسه، ثم في الفترة من مايو 1986 وحتى انتخابات عام 1989، والأخيرة من نوفمبر 1990 حتى أكتوبر 1996 عندما قررت اعتزال السياسة الداخلية. أثّرت برونتلاند بقوة في السياسة النرويجية وفي المجتمع خلال هذه الفترة، وكانت تُلقب بــ «الأم القومية».
بعد انتخابات عام 1989 تم تشكيل ائتلاف يمين الوسط بنفس الأحزاب الثلاثة كما في 1983-1986، وهذه المرة برئاسة زعيم حزب المحافظين يان سيسه (Jan P. Syse). حكم هذا التحالف من عام 1989 إلى نوفمبر عام 1990 عندما انهار من الداخل بسبب قضية عضوية النرويجية في المنطقة الاقتصادية الأوروبية.
عندما استقالت برونتلاند في عام 1996، شكّل توربيورن ياغلاند زعيم حزب العمال حكومة العمال الجديدة التي بقيت في الحكم حتى أكتوبر 1997 عندما أعلن بعد انتخابات سبتمبر عام 1997 أن حكومته مستعدة للاعتزال، لفشل حزب العمال في الحصول على 36.9٪ على الأقل من الأصوات على المستوى الوطني - وهي النسبة التي حصل عليها في انتخابات عام 1993.
تشكّل ائتلاف أقلية من ثلاثة أحزاب هي الوسط والديمقراطي المسيحي والحزب الليبرالي، برئاسة رئيس الوزراء الديمقراطي المسيحي شيل ماغنه بونديفيك، الذل تقلّد المنصب في أكتوبر 1997. سقطت الحكومة في مارس 2000 بسبب قضية مصانع الغاز الطبيعي، التي عارضها بونديفيك بسبب تأثيرها على تغير المناخ.
تولى عند ذلك ينس ستولتنبرج زعيم حزب العمال تشكيل حكومة أقلية، لكنه خسر السلطة في انتخابات سبتمبر 2001 عندما أدى العمال أسوأ أداء له منذ الحرب العالمية الأولى.
أصبح بونديفيك مرة أخرى رئيسا للوزراء في عام 2001، وهذه المرة كرئيس لائتلاف أقلية من المحافظين والديمقراطيين المسيحيين والليبراليين، وهو تحالف يعتمد على الدعم من حزب التقدم. وكانت هذه الحكومة الأولى التي تتمكن من البقاء في الحكم لفترة أربع سنوات كاملة منذ الحكومة الائتلافية بزعامة بير بورتن من 1965-1969.

### مجلس الوزراء في الفترة 2005-2013
تولى التحالف بين حزب العمال والحزب الاشتراكي اليساري وحزب الوسط الحكم من 17 أكتوبر 2005 بعد الانتخابات العامة عام 2005، حيث حصل هذا التحالف على أغلبية 87 من أصل 169 مقعدا في البرلمان النرويجي. أصبح ينس ستولتنبرج رئيس الوزراء وشكل حكومته المعروفة باسم مجلس الوزراء ستولتنبرج الثانية.
كان هذا التحالف تاريخياً في العديد من الجوانب. فهذه هي المرة الأولى التي يشارك فيها اليسار الاشتراكي في مجلس الوزراء، وهي المرة الأولى التي يجلس حزب العمال في حكومة ائتلافية منذ عام، وأول مرة يشارك فيها حزب الوسط في حكومة مع الأحزاب الاشتراكية.
في الانتخابات العامة 2009 ظلت لأحزاب الائتلاف الأغلبية في البرلمان النرويجي بفوزه بــ 86 من أصل 169 مقعدا. وهكذا استمر مجلس الوزراء ستولتنبرج لمدة أخرى. وكانت هناك عدة تعديلات في مجلس الوزراء خلال تلك الفترة.

### مجلس الوزراء الحالي
في انتخابات 2013 حصل ائتلاف يمين الوسط على 96 مقعدا، في حين حصلت الائتلاف الأحمر والأخضر على 72 مقعدا وفقد الأغلبية. انتهت الانتخابات بفوز لأحزاب المعارضة اليمينية الأربعة، وفازت بما مجموعه 96 مقعدا من أصل 169 (85 اللازمة للأغلبية). وحسب العُرف المتبع استقالت حكومة ستولتنبرج وسلّمت السلطة في أكتوبر 2013. لا يزال حزب العمال ومع ذلك أكبر حزب في البرلمان بــ 30.8٪ من الأصوات الشعبية. خسر حزب التقدم الأرض أيضا، ولكن مع ذلك شارك في الحكومة الجديدة. وبين الأحزاب الصغيرة يقوم الحزب الليبرالي والحزب الديمقراطي المسيحي الوسطي بوظيفة توازن القوى، فيهما يؤيدان الحكومة دون الحصول على مقاعة في مجلس الوزراء نفسه. وقد أعيد انتخاب حكومة إرنا سولبرغ الجديدة في عام 2017.

## السلطة التشريعية

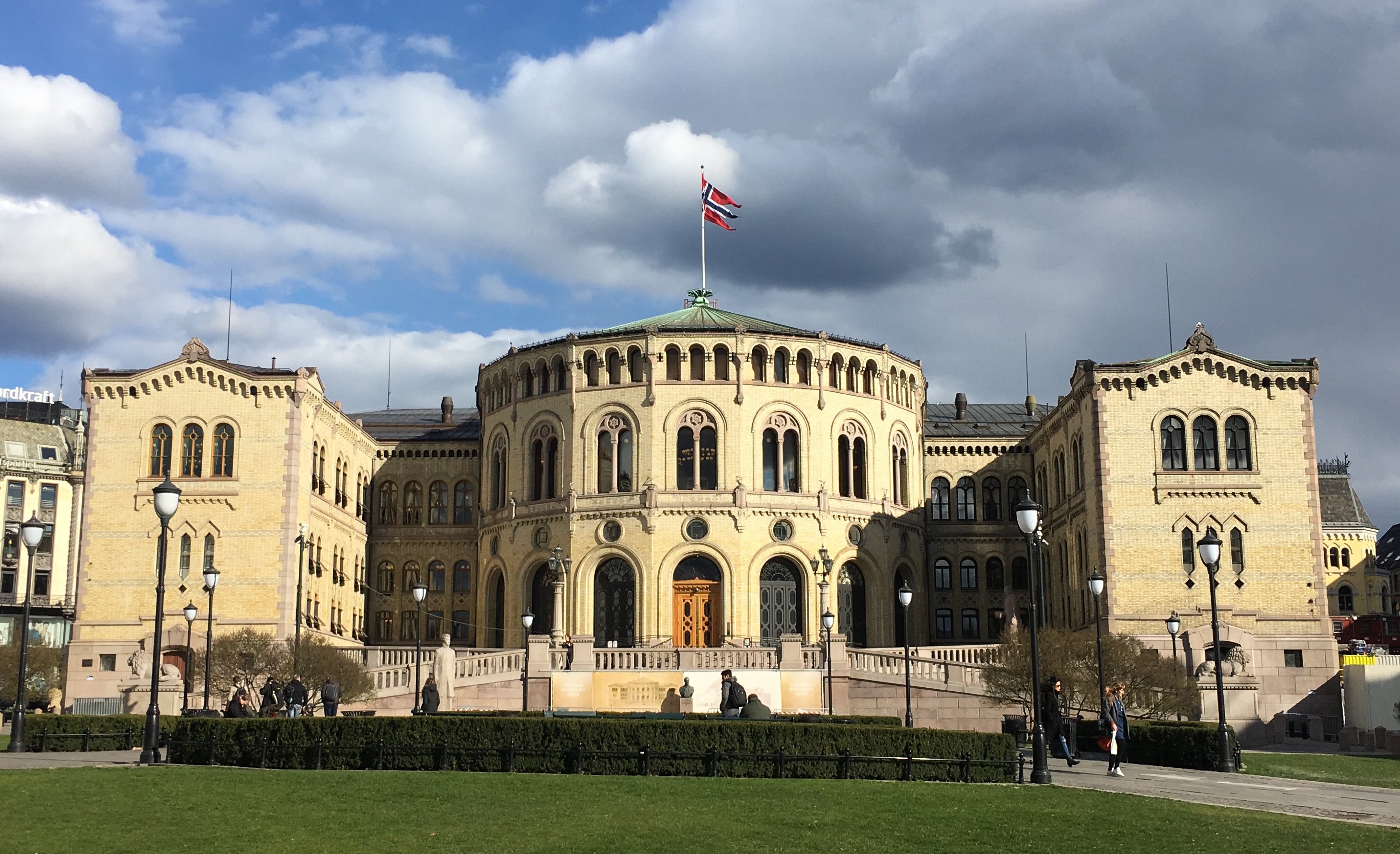
البرلمان النرويجي، أوسلو

## الأحزاب السياسية والانتخابات
انتخابات أن تعقد كل 4 سنوات في يوم الاثنين الثاني من شهر سبتمبر.

## السلطة القضائية
النظام القانوني النرويجي هو خليط من القانون العرفي، ونظام القانون المدني، وتقاليد القانون العام. وتقوم المحكمة العليا بدور استشاري نحو السلطة التشريعية عندما الطلب؛ وتقبل أحكام محكمة العدل الدولية بشكل إلزامي، مع بعض التحفظات.
تشمل المحاكم العادية المحكمة العليا (Høyesterett) التي تضم 18 قاضيا دائما ورئيس ومحاكم الاستئناف (محكمة الدرجة الثانية في معظم الحالات)، ومحاكم المدينة والمقاطعة (محكمة الدرجة الأولى في معظم الحالات)، ومجالس التوفيق (محكمة الدرجة الأولى في معظم حالات القانون المدني). ويعيَّن القضاة في المحاكم العادية من قبل الملك ومجلسه بعد ترشيح من وزارة العدل.
تنظر المحكمة العليا الخاصة للملكة (Riksrett) في قضايا الاتهام ضد أعضاء الحكومة والبرلمان أو المحكمة العليا. بعد تعديل الدستور النرويجية في فبراير 2007 ينظر في قضايا الإقالة خمسة من أعلى قضاة منصباً في المحكمة العليا وستة قضاه عاديين. وعموما فقد فقدت المحكمة معظم أهميتها بعد عام 1884، وكانت هذه المؤسسة سلبية منذ عام 1927. ويهدف النظام الجديد إلى استعادة أهميتها السابقة.

## الإقالة
يجوز العزل ضد أعضاء مجلس الدولة أو المحكمة العليا أو من البرلمان النرويجي، بناءاً على الجرائم الجنائية التي قد ارتكبوها بصفتهم الرسمية. يتم رفع لائحة اتهام من قبل البرلمان النرويجي ويتولى الحكم خمسة قضاة المحكمة العليا وستة قضاة عاديين.

## التقسيمات الإدارية
ينقسم بر النرويج إلى 19 مقاطعات (fylker) هي: أكشهوس، أوبلان، أوست أغدر، أوستفول، أوسلو، بوسكرود، ترومس، تيليمارك، روغالان، سور ترونديلاغ، سوغن و فيوردانه، فست أغدر، فستفولد، فينمارك، موره ورومسدال، نور ترونديلاغ، نورلان، هوردالان، هيدمارك. بالإضافة إلى مجموعة جزر سفالبارد ويان ماين.
تتمتع المقاطعات والبلديات بالحكم الذاتي المحلي، ولكن غالبا ما تكون هذه الاستقلالية محدودة من خلال ضوابط وطنية. تخضع المقاطعات والبلديات لرقابة حاكم (fylkesmann) معيَّن من قبل الملك في مجلس الدولة. يمارس السلطة حاكم واحد في كل من أوسلو ومقاطعة آكشهوس المجاورة. لكل مقاطعة مجلس منتخب انتخاباً مباشراً، بقيادة رئيس البلدية الذي يقرر المسائل التي تدخل ضمن اختصاص المقاطعات (التعليم الثانوي والمهني العلوي وبعض الأمور الثقافية والنقل والخدمات الاجتماعية). هناك أيضا محافظ (sysselmann) في سفالبارد يكون تحت إشراف وزارة الشؤون الخارجية وليس وزارة الحكم المحلي والتنمية الإقليمية مثل دول أخرى.
تنقسم المقاطعات إلى 430 بلدية (kommuner)، وتُدار البلديات من قِبل مجالس منتخبة انتخاباً مباشراً، والتي تنتخب أعضاء المجلس المحلي ورئيس البلدية. لدى بعض البلديات، وأبرزها أوسلو، نظام حكم برلماني، حيث ينتخب مجلس المدينة حكومة المدينة التي تكون مسؤولة عن المهام التنفيذية. وتنقسم بعض البلديات أيضا إلى دوائر بلدية أو أحياء (ومنها أيضاً أوسلو) تكون مسؤولة عن بعض الخدمات الرعاية الاجتماعية والثقافية. ويرأس هذه المناطق مجالس سياسية، تكون في بعض الحالات منتخَبة مباشرة من المواطنين. تتعامل البلديات مع مجموعة واسعة من قضايا التخطيط والخدمات الاجتماعية، ولديها بشكل عام حرية للانخراط في أنشطة لا يحددها القانون صراحةً. كانت وظائف من المقاطعات والبلديات في الآونة الأخيرة موضوعاً للمناقشة، وقد تحدث بها تغييرات في المستقبل القريب.

## المناطق التابعة
لدى النرويج ثلاث مناطق تابعة، تقع كلها في القارة القطبية الجنوبية أو بالقرب منها هي: جزيرة بوفيت في جنوب المحيط الأطلسي، كوين مود لاند في القارة القطبية الجنوبية، وجزيرة بطرس الأول قبالة غرب القارة القطبية الجنوبية. أعلن القانون النرويجي في 27 فبراير 1930 أن هذه المناطق تخضع للسيادة النرويجية. وقد باءت محاولة لضم شرق جرينلاند بالفشل في محكمة لاهاي عام 1933.

## المشاركة في المنظمات الدولية
مصرف التنمية الأفريقي، مصرف التنمية الآسيوي، مجموعة أستراليا، بنك التسويات الدولية، مجلس دول بحر البلطيق ، مجلس أوروبا، سيرن، مجلس الشراكة الأوروبية الأطلسية، مجلس الشراكة الأوروبية الأطلسية، اللجنة الاقتصادية لأوروبا، رابطة التجارة الحرة الأوروبية، وكالة الفضاء الأوروبية، الفاو، المصرف الأمريكي للتنمية، وكالة الطاقة الذرية، البنك الدولي للإنشاء والتعمير، منظمة الطيران المدني الدولي، المحكمة الجنائية الدولية، غرفة التجارة الدولية، الاتحاد الدولي لنقابات العمال الحرة، الصليب الأحمر الدولي، رابطة التنمية الدولية، وكالة الطاقة الدولية، الصندوق الدولي للتنية الزراعية، مؤسسة التمويل الدولية، المعهد الدولي للديمقراطية، الحركة الدولية للصليب الأحمر والهلال الأحمر، المنظمة الهيدروغرافية الدولية، منظمة العمل الدولية، صندوق النقد الدولي، المنظمة البحرية الدولية، إنمارسات، انتلسات، الانتربول، اللجنة الأولمبية الدولية، المنظمة الدولية للهجرة، ISO، الاتحاد، البعثة، حركة عدم الانحياز (ضيف)، الناتو، NC، NEA، بنك الاستثمار القومي، مجموعة موردي المواد النووية، منظمة التعاون والتنمية، منظمة حظر الأسلحة الكيميائية، منظمة الأمن والتعاون في أوروبا، محكمة التحكيم الدائمة، الأمم المتحدة، مؤتمر الأمم المتحدة للتجارة والتنمية، اليونسكو، مفوضية الأمم المتحدة لشئون اللاجئين، منظمة الأمم المتحدة للتنمية الصناعية، بعثة الأمم المتحدة في البوسنة والهرسك، بعثة الأمم المتحدة في كوسوفو، بعثة المراقبين في بريفلاكا، الاتحاد البريدي العالمي، منظمة الجمارك العالمية، اتحاد أوروبا الغربية (مشارك)، منظمة الصحة العالمية، المنظمة العالمية للملكية الفكرية، المنظمة العالمية للأرصاد الجوية، منظمة التجارة العالمية، لجنة زانغر، وغيرها.